# トゥー・フォー・ザ・マネー
『トゥー・フォー・ザ・マネー』（原題: Two for the Money）は、2005年に製作されたアメリカ映画。

## ストーリー
ブランドン・ラングは、プロのアメリカンフットボール選手になることを夢見ていたが、膝の故障によってその夢は絶たれてしまった。だが、彼は自らの経験と天才的な勘によって、フットボールの勝敗を的確に予想するという新たな才能を開花させていた。そんな彼の才能に、ウォルター・エイブラムスという男が目をつける。ウォルターはニューヨークの大手スポーツ情報会社を経営しており、会社にブランドンをスカウトしたいと申し出る。その申し出を受け入れたブランドンは、ウォルターの下“ジョン・アンソニー”の名で次々と試合の予想を的中させていく。その予想を顧客に売り付けていくことで、二人は巨額の富を手に入れたのだった。しかし、お互いを信頼していた二人の間には、いつしか亀裂が走ってしまう。

## キャスト
※括弧内は日本語吹替
- ブランドン・ラング - マシュー・マコノヒー（森田順平）
- ウォルター・エイブラムス - アル・パチーノ（野沢那智）
- トニー・エイブラムス - レネ・ルッソ（高島雅羅）
- C・M・ノヴィアン - アーマンド・アサンテ（石塚運昇）
- ジェリー・サイクス - ジェレミー・ピヴェン（坂東尚樹）
- アレクサンドリア - ジェイミー・キング（小林沙苗）